# Timmy Kudarc: Becsúszott pár hiba
A Timmy Kudarc: Becsúszott pár hiba (eredeti cím: Timmy Failure: Mistakes Were Made) 2020-ban bemutatott amerikai film, amelyet Tom McCarthy rendezett, a Timmy Failure könyv alapján.
A forgatókönyvet Tom McCarthy és Stephan Pastis írták. A producere Tom McCarthy. A főszerepekben Winslow Fegley, Craig Robinson, Chloe Coleman, Ophelia Lovibond és Wallace Shawn láthatók. A film zeneszerzője Rolfe Kent. A film gyártója a Walt Disney Pictures, az Etalon Film, a Slow Pony Pictures és Whitaker Entertainment, forgalmazója a Disney+. Műfaja filmdráma, fantasyfilm és filmvígjáték. Amerikában 2020. február 7-én mutatták be a Disney+-on. Magyarországon várhatóan csak 2022-ben lesz látható szinkronosan, amikor itthon is elindul a Disney+.

## Szereplők
| Szereplő             | Színész          | Magyar hangok       |
| -------------------- | ---------------- | ------------------- |
| Timmy Kudarc         | Winslow Fegley   | Kovács András Bátor |
| Patty Kudarc         | Ophelia Lovibond | Bogdányi Titanilla  |
| Mr. Jenkins          | Craig Robinson   | Papp Dániel         |
| Rollo Tookus         | Kei              | Vass Gellért Áron   |
| Corrina Corrina      | Ai-chan Carrier  | Boldog Emese        |
| Molly Moskins        | Chloe Coleman    | Hegedűs Johanna     |
| Mr. Crocus           | Wallace Shawn    | Harsányi Gábor      |
| Gabe                 | Chris Martinez   | Berecz Kristóf Uwe  |
| Maxine Shellenberger | Ruby Matenko     | Blazsó Regina       |

### Magyar változat
- Magyar szöveg:  Blahut Viktor
- Hangmérnök: Bogdán Gergő
- Vágó: Kránitz Bence
- Gyártásvezető: Rába Ildikó
- Szinkronrendező: Dobay Brigitta
- Produkciós vezető: Máhr Rita

A szinkront az SDI Media Hungary készítette.